# 夕暮れ (THE BLUE HEARTSの曲)
「夕暮れ」（ゆうぐれ）は、日本のロックバンド、THE BLUE HEARTSの通算17枚目となる最後のシングル。
7thアルバム『DUG OUT』からのリカット。

## 収録曲
1. 夕暮れ
（作詞・作曲: 甲本ヒロト）
沢知恵がカバーし、マキシシングル「小さな恋のうた」アルバム『いいうたいろいろ2』『シンガー』に収録されている。
ミュージックビデオ、ライブでのイントロとは大幅に異なる。
2. すてごま（Live version）
（作詞・作曲: 甲本ヒロト）
6thアルバム『STICK OUT』に収録されている曲のライブバージョン。
1993年6月1日、東京の渋谷公会堂（STICK OUTツアー）でのライブにて収録。
3. 夜の盗賊団
（作詞・作曲: 真島昌利）